# Pierre Hamp
Henri Bourillon, írói nevén Pierre Hamp (Nizza, 1876. április 23. — Le Vésinet, 1962. november 19.) francia író. 

## Pályafutása
Eleinte pékinasként dolgozott, később szakács volt Angliában, majd Spanyolországban. Húszévesen tért vissza hazájába, Franciaországba és csatlakozott a vasúthoz, ahol az állomásfőnöki beosztásig vitte. Ekkor kezdett el foglalkozni az irodalommal és hamarosan nagy sikert aratott. La peine des hommes c. műve a 20. század ipari hőskölteménye 27 kötetes szociális regénysorozat, amelyet 1908-ban kezdett el megírni és 1957-ben fejezte be. Ezen sorozatból a L'épidémie (Járvány) c. kötetét az Académie Goncourt jutalmazta. 1920-ban Lasserre-díjat nyert. Fanatikus igazságszeretet, meleg szív és pompás ábrázoló-készség jellemzi írásait. Naturalista szemléletű regényeiben a gyárak és a külváros életéről ír, a tőkés rendszer erős bírálatával. La maison avant tout című drámáját sikerrel játszották.